# Купіль (річка)
Купіль (рос. Купель) — річка в Олевському та Рокитнівському районах Житомирської та Рівненської областей, права притока Студениці (басейн Прип'яті).

## Опис
Довжина річки 20 км, похил річки — 1,2 м/км, площа басейну 95,7 км². Формується багатьма безіменними струмками.

## Розташування
Бере початок на південній стороні від села Рудня (колишня назва Рудня Собичинська) в урочищі Марино. Тече переважно на північний захід через село Купель і на північно-східній стороні від села Мушні впадає в річку Студеницю, праву притоку Ствиги.